# Біндаурта
Біндаурта (груз. ბინდაურთა) — село в Грузії.
За даними перепису населення 2014 року в селі проживає 2 осіб.